# Gustavo Mendanha
Gustavo Mendanha Melo (Aparecida de Goiânia, 7 de outubro de 1982) é um educador físico e político brasileiro filiado ao Movimento Democrático Brasileiro (MDB).

## Vida pessoal
Filho de Sônia Melo e do ex-deputado estadual Léo Mendanha, Gustavo nasceu em Aparecida de Goiânia, na Região Metropolitana de Goiânia. Casou-se com Mayara Mendanha, com quem possui quatro filhos. Formado em Educação Física pela Pontifícia Universidade Católica de Goiás (PUC Goiás).

## Carreira política

### Vereador (2009–2016)
De 2009 a 2016, Gustavo ocupou o cargo de vereador de Aparecida de Goiânia. Durante seu mandato, foi presidente da Câmara Municipal e se dedicou principalmente com o desenvolvimento de projetos desportivos e academias abertas em praças públicas. Em seguida, foi secretário de Esporte e Lazer na gestão de Maguito Vilela.

### Prefeito de Aparecida de Goiânia (2017–)
Gustavo Mendanha candidatou-se pela primeira vez à prefeitura de Aparecida de Goiânia em 2016. Filiado, naquela ocasião, ao Partido do Movimento Democrático Brasileiro (PMDB), foi eleito no primeiro turno das eleições municipais com 59,99% dos votos válidos. A campanha eleitoral de Mendanha foi fortemente apoiada pelo então prefeito do município, Maguito Vilela, que finalizava seu segundo mandato. Durante sua gestão, destaca-se a pavimentação do Eixo Estruturante Leste-Oeste e de outras vias da cidade, a implementação de câmeras de videomonitoramento, reformas em Centros Municipais de Educação Infantil (CMEIs) e a inauguração do viaduto da Avenida São Paulo e da ala pediátrica do Hospital Municipal de Aparecida.
Ele foi reeleito, novamente no primeiro turno, nas eleições municipais de 2020 com 95,81% dos votos válidos, a maior porcentagem entre os municípios com mais de 200 mil habitantes. Suas atividades deram continuidade ao enfrentamento à pandemia de COVID-19, principalmente com a elevação do número de casos em 2021. Em atuação conjunta com o Governo Federal, através do Ministério da Saúde, do Governo do Estado do Goiás e de doações do hospital Sírio-Libanês houve ampliação de leitos de Unidades de Terapia Intensiva (UTI) dedicados exclusivamente ao tratamento da doença.